# チャールズ・K・ブリス
チャールズ・K・ブリス（Charles K. Bliss、1897年9月5日 - 1985年7月13日）は、オーストリア出身のオーストラリアの記号学者である。表意文字による表記体系であるブリスシンボルを発明したことで知られる。オーストリア＝ハンガリー帝国でユダヤ人の子として生まれたが、第二次世界大戦中のナチスによる迫害から逃れるためにオーストラリアに亡命した。

## 若年期
ブリスは1897年9月5日にオーストリア＝ハンガリー帝国ブコヴィナ公国チェルノヴィッツ（現 ウクライナ チェルニウツィー）のユダヤ人の家庭に生まれた。出生時の名前はドイツ語でカール・カシエル・ブリッツ(Karl Kasiel Blitz)だった。両親ともチェルノヴィッツ育ちのドイツ語話者だった。ブリスは4人兄弟の長男だった。チェルノヴィッツはハプスブルク帝国の影響を受けた地域にあり、ドイツ人、ルーマニア人、ウクライナ人、ポーランド人、ユダヤ人、ロマなど様々な人種が住んでいた。ブリスは後年、「私が住んでいた場所では6つの異なる言語が話されていた。私のような幼い子供にとって、6つの異なる言語を話すことがいかに愚かであるかに気づくまでもなかった」と振り返っている。
幼少期のブリスの生活は貧困と寒さと飢えの中にあった。父は機械工、眼鏡職人、木工職人などとして働き家計を支えた。また、学校でユダヤ人差別の被害に遭うこともあった。8歳のとき、日露戦争で敗北したロシア帝国においてユダヤ人に対するポグロム（集団迫害行為）が激化し、キシニョフのポグロムから逃れた難民が、ロシアとの国境に近いチェルノヴィッツに流入した。また、同時期にオーストリア＝ハンガリー北極探検のスライドショーを見たブリスは、一般の人々のための技術の向上を目指して工学を学ぶことを志した。
ブリスは、父が仕事に使っていた回路図は、少年だった当時でも理解できたと語っている。回路図の記号は「論理的な言語」であり、化学記号とともに、それは母語と関係なく誰でも読めるものだと考えた。
第一次世界大戦中、ブリスはまず赤十字の野戦救急車の助手に志願し、その後、オーストリア＝ハンガリー陸軍の兵士となった。1916年、ロシア帝国陸軍がチェルノヴィッツを占領したため、一家はウィーンに移った。終戦後、ブリスはウィーン工科大学に入学して化学工学を学び、1922年に卒業した。卒業後、ドイツのラジオ機器メーカーであるテレフンケンに入社し、特許部門の主任まで昇格した。

## 強制収容と第二次世界大戦

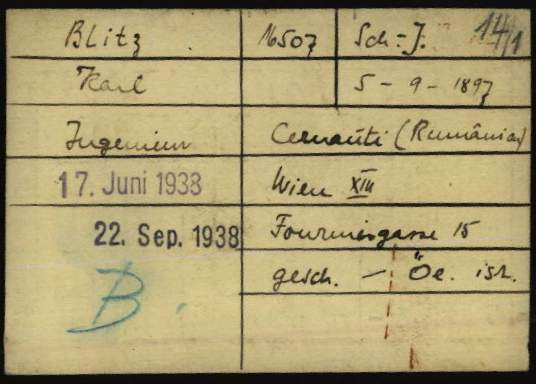
ダッハウ強制収容所におけるブリスの登録カード

1938年3月、アンシュルスによりオーストリアはナチス・ドイツに併合された。ユダヤ人だったブリスはダッハウ強制収容所に送られ、その後ブーヘンヴァルト強制収容所に移送された。ドイツ人のカトリック教徒である妻のクレアは、ブリスの解放のために尽力した。1939年にブリスは解放されたが、即時にイギリスに退去するよう命じられた。ブリスは妻をイギリスに呼び寄せようとしたが、同年9月に第二次世界大戦が勃発したことにより不可能となった。ドイツによるイギリスへの空爆が「ブリッツ」(blitz)と呼ばれていたことから、姓をブリッツ(Blitz)からブリス(Bliss)に改めた。
ブリスは妻クレアが、当時ルーマニア領となっていた故郷チェルノヴィッツに住む家族のもとを経由してドイツを出国できるように手配した。クレアはチェルノヴィッツからギリシャに移って身の安全を確保した。1940年10月にイタリアがギリシャに侵攻すると、クレアは東回りに上海へ向かい、ブリスは西回りにカナダ、日本を経由して、1940年のクリスマスイブに上海で2人は再会した。
上海が日本軍に占領されると、ブリスは妻とともに上海ゲットーに収容された。ドイツ人でクリスチャンであるクレアは、ブリスと離婚すれば収容を回避することができたが、その選択はせず、夫とともにゲットーに入った。

## 表意文字システムの開発
上海でブリスは漢字に興味を持ったが、ブリスはそれを表意文字であると誤解していた。ブリスは漢字を学び、店の看板や中国語の新聞に書かれている意味が理解できるようになった。ある日ブリスは、自分が漢字を文字ではなく記号として理解し、自身の母語であるドイツ語に置き換えて読んでいたことに気がついた。このことにインスピレーションを受け、ブリスは絵による表記システムの開発を始めた。当時ブリスは、ゴットフリート・ライプニッツが提唱した「普遍記号法」(Characteristica universalis)を知らなかった。
戦後の1946年7月、ブリスは妻とともにオーストラリアに移住した。ブリスの記号論は世界の学界に受け入れられなかった。オーストラリアやイギリス連邦の市民権を持たなかったブリスは、家計を支えるために肉体労働に従事しなければならなかった。そして、仕事を終えた後の夜間に表記システムの研究を行った。その後ブリスは妻とともに、オーストラリアの市民権を獲得した。
当初ブリスは自身の表記システムを、言語に関係なく世界の全ての人々に理解される文字体系であるとして、「ワールド・ライティング」(World Writing)と呼んでいた。その後、英語の名称では制限が多すぎると考え、「セマントグラフィー」(Semantography)に改称した。1949年、ブリスはセマントグラフィーに関する全3巻の書籍"International Semantography: A non-alphabetical Symbol Writing readable in all languages"（国際セマントグラフィー: 全ての言語で読める非アルファベットの記号表記）を発刊したが、大きな反響はなかった。その後4年間で、妻クレアは世界中の教育者や大学に6千通の手紙を送ったが、効果はなかった。妻は1961年に病死した。
1965年に2冊目の本"Semantography (Blissymbolics)"を発刊した。この頃、世界旅行が一般的となったことにより、全ての人に理解できるのは絵文字言語のみであるという理解が広まりつつあった。ブリスは、自身が開発した表記体系に自分の名前をつけて「ブリスシンボル」と名付けた。
1971年、ブリスは、カナダ・トロントのオンタリオ肢体不自由児センター（現 ホーランド・ブルアビュー子供リハビリテーション病院）が1965年からブリスシンボルを脳性麻痺の子供にコミュニケーションを教えるために使っていることを知った。ブリスは感激してその病院を訪問したが、そこではブリスシンボルを勝手に拡張し、本来のブリスシンボルの理念とはかけ離れた、従来の言語によるコミュニケーションを障害児に教えるための手段として使用されていた。ブリスはこの病院にそれを止めるよう強く主張し、最終的には法的措置を取ると脅迫した。10年間にわたるブリスからの攻撃の後、双方は妥協点を探すことにした。障害児へのブリスシンボルの利用に関する著作権は、カナダのブリスシンボル・コミュニケーション財団にライセンスされた。
ブリスは1985年7月13日にシドニーで死去した。

## 賞と栄誉
1974年、ブリスを主題とした映画"Mr Symbol Man"がフィルム・オーストラリアとカナダ国立映画庁の共同で制作された。
1976年、「地域社会、特に障害児への貢献」に対してオーストラリア勲章が授与された。
1979年、オーストラリア国立大学言語学部の当時の学部長ロバート・M・W・ディクソンにより、同学部の名誉研究員に任命された。

## 書籍

### ブリス自身によるもの
- Bliss, C.K., International Semantography: A Non-Alphabetical Symbol Writing Readable in All Languages. A Practical Tool for General International Communication, Especially in Science, Industry, Commerce, Traffic, etc. and for Semantical Education, Based on the Principles of Ideographic Writing and Chemical Symbolism, Institute of Semantography, (Sydney), 1949.
- Bliss, C.K., Semantography-Blissymbolics: A Simple System of 100 Logical Pictorial Symbols, Which can be Operated and Read Like 1+2=3 in All Languages... (Third, Enlarged Edition), Semantography-Blissymbolics Pubs, (Sydney), 1978.
- Bliss, C.K., Semantography and the Ultimate Meanings of Mankind: Report and Reflections on a Meeting of the Author with Julian Huxley. A selection of the Semantography Series; with "What scientists think of C.K. Bliss' semantography", Institute for Semantography, (Sydney), 1955.
- Bliss, C.K., The Blissymbols Picture Book (Three Volumes), Development and Advisory Publications of N.S.W. for Semantography-Blissymbols, (Coogee), 1985.
- Bliss, C.K., The Story of the Struggle for Semantography: The Semantography Series, Nos.1–163, Institute for Semantography, (Coogee), 1942–1956.
- Bliss, C.K. & McNaughton, S., Mr Symbol Man: The Book to the Film Produced by the National Film Board of Canada and Film Australia (Second Edition), Semantography (Blissymbolics) Publications, (Sydney), 1976.
- Bliss, C.K. (& Frederick, M.A. illus.), The Invention and Discovery That Will Change Our Lives, Semantography-Blissymbolics Publications, (Sydney), 1970.

### その他
- Breckon, C.J., "Symbolism as a Written Language", pp.74–83 in Breckon, C.J., Graphic Symbolism, McGraw-Hill, Sydney), 1975.
- Reiser, O.L., Unified symbolism for world understanding in science: including Bliss symbols (Semantography) and logic, cybernetics and semantics: A paper read in parts at the Annual Meeting of the AmericanAssociation for the Advancement of Science, Philadelphia, 1951, and at the Conference of the InternationalSociety of Significa, Amsterdam, 1953, Semantography Publishing Co., (Coogee), 1955.